# Владиславув (Луківський повіт)
Владиславув (пол. Władysławów) — село в Польщі, у гміні Адамув Луківського повіту Люблінського воєводства.
Населення — 174 особи (2011).
У 1975-1998 роках село належало до Седлецького воєводства.

## Демографія
Демографічна структура станом на 31 березня 2011 року:
|          | Загалом | Допрацездатний вік | Працездатний вік | Постпрацездатний вік |
| -------- | ------- | ------------------ | ---------------- | -------------------- |
| Чоловіки | 84      | 19                 | 58               | 7                    |
| Жінки    | 90      | 24                 | 48               | 18                   |
| Разом    | 174     | 43                 | 106              | 25                   |